# Llotja Vella del Peix
La Llotja Vella del Peix és un edifici del municipi de Blanes (Selva) que forma part de l'Inventari del Patrimoni Arquitectònic de Catalunya. Aquest edifici per a la subhasta i magatzem del peix fou construït a finals dels anys trenta i s'utilitzà fins als anys setanta, quan es va habilitar una altra llotja nova, també reformada als anys noranta.

## Descripció
És un edifici de planta rectangular i planta baixa adossat a altres instal·lacions del port. Té coberta a dues aigües i està dividit en dues parts. La primera eren i són magatzems i té grans finestres i portes amb arcades de mig punt molt rebaixades i emmarcades de rajol. La segona part és oberta a l'exterior i era l'espai de llotja.
Aquest lloc està format per cinc arcades pel costat ample i tres pel curt, totes rebaixades i separades per pilars fets de rajol que contrasten amb la resta de la construcció pintada de blanc. El sostre interior està fet a base de formigó en forma de bigues adaptades a la triangulació de la coberta. Sobre l'arcada central del costat curt existeix un òcul, també emmarcat de rajol, que dona llum a l'interior de la llotja.